# Drayton (Vale of White Horse)
Pour les articles homonymes, voir Drayton.

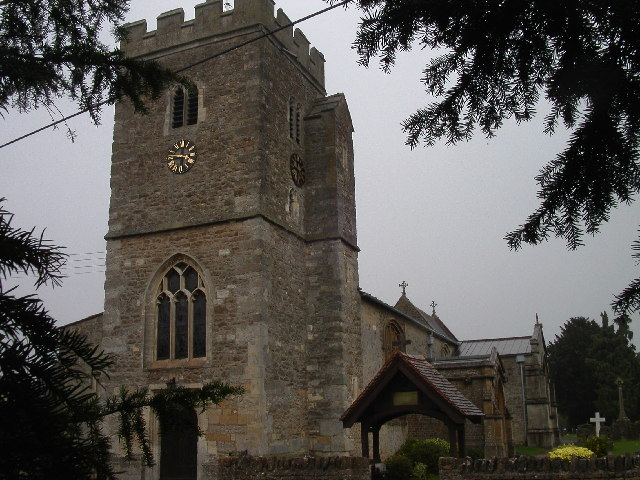
L'église Saint-Pierre de Drayton

Drayton est un village et une paroisse civile située à 3 kilomètres au sud d'Abingdon, dans le district Vale of White Horse de l'Oxfordshire (appelé Berkshire jusqu'en 1974). Sa population est de 2400 habitants.
Le village conserve une église du XIIe siècle, construite dans le style normand. Son clocher, ajouté ultérieurement, s'inspire du gothique perpendiculaire. Le chœur fut reconstruit en 1872 et l'architecte Edwin Dolby restaura l'église et le porche sud dans le style néogothique en 1879.
Drayton est jumelée depuis l'an 2000 à la ville française de Lesparre-Médoc, dans le département de la Gironde.